# Glamourmodell
| Glamourmodell |
| --- |
| Carolina Gynning, känd glamourmodell som blivit programledare. - Betydelse – fotomodell på mer eller mindre lättklädda bilder - Arbete – framhäver sexuell känsla genom pose eller lättkläddhet - Relaterade begrepp – striptease eller lapdance (sexualiserad dans), porrskådespelare (i mer explicita bilder eller filmer), nakenmodell (konstmodell) |

En glamourmodell är en typ av fotomodell som avbildas lättklädd eller helt avklädd; i det senare fallet kallas personen även nakenmodell. Glamourfotografi syftar till att visa upp modellen själv, till skillnad från mannekängfotografering där syftet är att visa upp kläder. Modellarbetet sker ofta för herrtidningar, kalendrar eller andra sammanhang med sexualiserat eller mjukpornografiskt innehåll. De allra flesta glamourmodeller är kvinnor.

## Historik
Bilder på lättklädda kvinnor, så kallade pinuppbilder, blev populära i bland annat USA under 1940-talet. Bilder av den typen fick ett ännu större genomslag från 1950-talet, då herrmagasinet Playboy började ges ut i Nordamerika. I Storbritannien har dagstidningen The Sun dagligen publicerat bilder på lättklädda kvinnor sedan 1969.
I Sverige fick denna typ av bilder på lättklädda kvinnor sitt genomslag på 1970-talet i herrtidningen FIB aktuellt. Bland annat publicerades modellbilderna, efter föredöme från Playboy, i form av mittuppslag (med en "utvikningsbrud"). FIB aktuellt kom så småningom att bli en betydligt grövre pornografisk tidning, som numera inte innehåller något som kan kallas för glamourfotografi.
Under 1990-talet började en ny typ av livsstilsmagasin för unga män dyka upp i Nordamerika och Europa. Exempel på dessa var Loaded och FHM i Storbritannien samt Maxim och Stuff Magazine i USA. 
Liknande tidningar slog även igenom i Sverige. Magazine Café startade 1993, och 1996 anslöt sig den tidigare musiktidningen Slitz till samma genre. Numera finns även Moore Magazine och den svenska utgåvan av FHM på samma marknad. I Sverige är det huvudsakligen i dessa tidningar som glamourmodeller medverkar.
Det förekommer att kvinnor börjar som glamourmodeller men för att få högre inkomster övergår till att bli porrskådespelare / porrmodeller, med mer explicita scener och bilder. Å andra sidan kan en framgångsrik glamourmodell få andra uppdrag inom underhållningsbranschen, inklusive som programledare, poddmakare eller influerare.

## Svenska glamourmodeller
- Frida Lundell
- Hannah Graaf
- Magdalena Graaf
- Elin Grindemyr
- Carolina Gynning
- Sofia Hellqvist
- Rebekah Johansson
- Johanna Jussinniemi
- Elita Löfblad
- Natacha Peyre
- Marie Plosjö
- Linda Rosing
- Victoria Silvstedt
- Ella Ströman